# Jane McGonigal
Pour les articles homonymes, voir McGonigal.
Jane McGonigal (née le 21 octobre 1977) est une conceptrice de jeux américaine et auteure qui prône l'utilisation des technologies numériques, la psychologie positive et la coopération.

## Biographie
Jane McGonigal est née dans le New Jersey de parents professeurs.
Elle a passé une licence en arts à l'université Fordham en 1999, et a obtenu son doctorat à l'université de Berkeley, en Californie, en 2006,.
En 2009, elle est atteinte d'un syndrome post-commotionnel qu'elle affronte en mettant en place un jeu, "Jane l'exterminatrice de commotion". Le jeu deviendra plus tard SuperBetter.
En 2011, son premier livre est publié.

### Philosophie

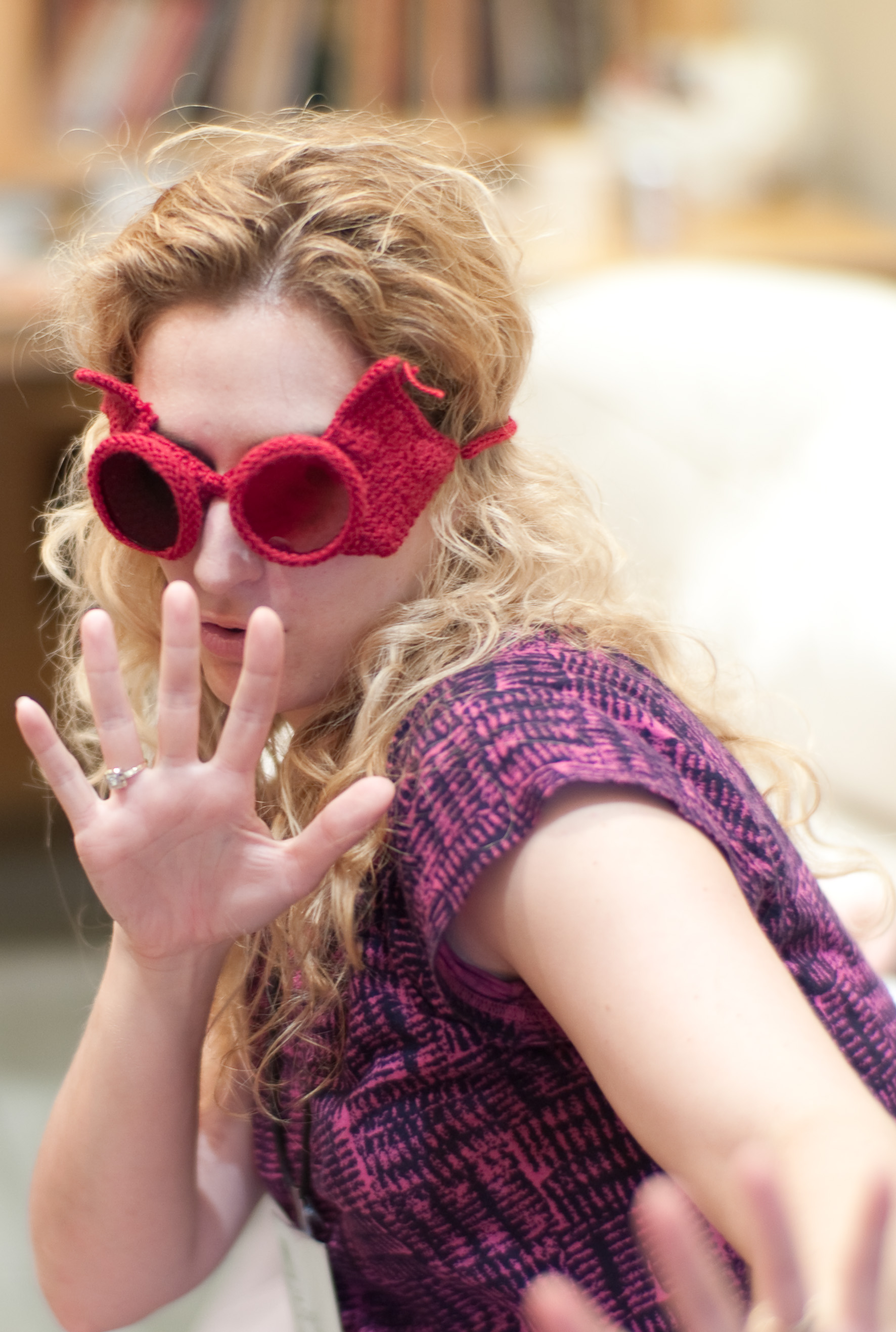
McGonigal au Foo Camp en 2009

McGonigal écrit et s'exprime sur des sujets allant des jeux en réalité alternée aux jeux de rôle en ligne massivement multijoueur, et plus particulièrement sur la manière dont l'intelligence collective peut être employée pour améliorer la qualité de vie ou permettre de résoudre des problèmes d'ordre social. McGonigal a été nommée "le visage actuel de la gamification". Malgré cela, McGonigal a objecté "Je ne fais pas de 'gamification,' et je ne suis pas prête à affirmer que cela fonctionne, je ne crois pas que qui que ce soit devrait faire des jeux pour motiver quelqu'un à faire quelque chose qu'il ne souhaite pas faire. Si le jeu ne concerne pas un objectif qui vous motive intrinsèquement, ça ne marchera pas".

## Carrière
En tant que conceptrice, McGonigal est connue pour ses jeux géolocalisés et ses jeux en réalité alternée. Elle a enseigné la conception de jeux à l'Institut d'Arts de San Francisco et à l'université de Berkeley, en Californie. En 2008 elle devient directrice de la recherche et du développement des jeux à l'Institut pour le Futur puis en 2012 directrice créative à SuperBetter Labs.

### Jeux
Jane a développé des jeux commerciaux depuis 2006, dont voici quelques-uns:
| Year | Title                     | Organization                  | Credit                                           |
| ---- | ------------------------- | ----------------------------- | ------------------------------------------------ |
| 2012 | SuperBetter               | SuperBetter Labs              | Directrice créative                              |
| 2011 | Find the Future: The Game | New York Public Library       | Directrice                                       |
| 2010 | Evoke                     | World Bank Institute          | Créatrice                                        |
| 2009 | Cryptozoo                 | American Heart Association    | Directrice créative                              |
| 2008 | Top Secret Dance-Off      |                               | Créatrice (sous le pseudonyme de Punky McMonsef) |
| 2008 | Superstruct               | Institute for the Future      | Directrice créative                              |
| 2008 | The Lost Ring             | McDonald's and The Lost Sport | Directrice créative                              |
| 2007 | World Without Oil         | ITVS Interactive              |                                                  |
| 2006 | Cruel 2 B Kind            |                               | Conception avec Ian Bogost                       |
| 2005 | Last Call Poker           | 42 Entertainment              | Responsable évènementielle [citation nécessaire] |
| 2005 | PlaceStorming             |                               | [ 9 ]                                            |
| 2004 | I Love Bees               | 42 Entertainment              | animatrice de communauté                         |
| 2004 | Demonstrate               |                               |                                                  |
| 2004 | TeleTwister               |                               |                                                  |

#### SuperBetter
En juillet 2009, Jane souffre d'un syndrome post-commotionnel après s'être cognée la tête dans son bureau. Les symptômes sont graves et durent plusieurs semaines, la menant à déprimer. Elle demande à ses amis de lui donner des tâches à réaliser chaque jour. Pour guérir, elle conçoit un jeu, initialement nommé "Jane l'exterminatrice de commotion" (d'après Buffy contre les vampires), qui sera ensuite renommé SuperBetter. McGonigal réussit plus tard à rassembler un million de dollars pour financer une version complète de ce jeu.